# India ai XXIV Giochi olimpici invernali
L'India ha partecipato ai XXIV Giochi olimpici invernali, che si sono svolti dal 4 al 20 febbraio 2022 a Pechino in Cina, con una delegazione composta da un atleta. Come unico atleta, lo sciatore alpino Arif Khan è stato portabandiera della squadra nel corso della cerimonia di apertura.

## Delegazione
| Sport      | Uomini | Donne | Totale |
| ---------- | ------ | ----- | ------ |
| Sci alpino | 1      | 0     | 1      |
| Totale     | 1      | 0     | 1      |

## Risultati

### Sci alpino
| Atleta    | Evento          | 1ª manche | 1ª manche | 2ª manche       | 2ª manche       | Totale          | Totale          |
| Atleta    | Evento          | Tempo     | Posizione | Tempo           | Posizione       | Tempo           | Posizione       |
| --------- | --------------- | --------- | --------- | --------------- | --------------- | --------------- | --------------- |
| Arif Khan | Slalom gigante  | 1'22"35   | 53º       | 1'24"49         | 44º             | 2'47"24         | 45º             |
| Arif Khan | Slalom speciale | DNF       | DNF       | Non qualificato | Non qualificato | Non qualificato | Non qualificato |